# Szymon Boguszowicz
Szymon Boguszowicz (* 1575; † 25. Mai 1648 in Lwów, Polen-Litauen) war ein armenischer Maler in Polen-Litauen.

## Leben

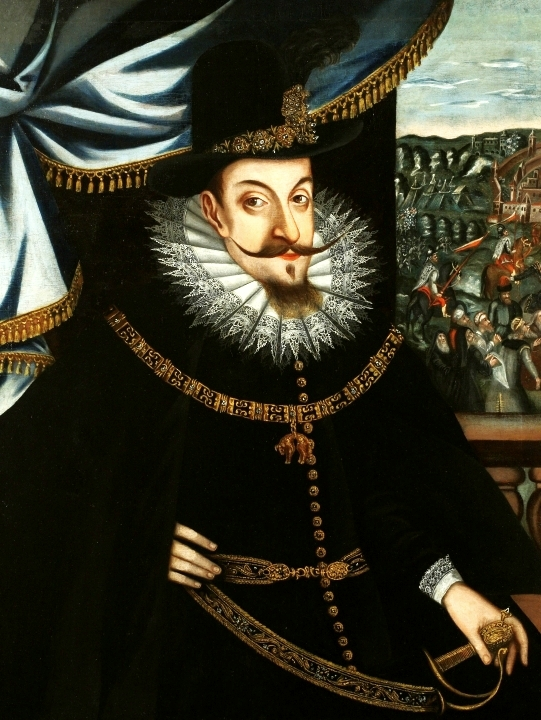
König Sigismund III. Wasa, 1612/13

Der Vater Paweł Bogusz Donoszowicz (Paul Bogusch, Sohn des Donosch) war Maler, die Mutter war Katarzyna Axentowiczówna (Katharina, Tochter des Axent). Die Familie lebte im armenischen Viertel von Lwów (heute Lwiw in der Ukraine). Von 1604 ist die erste Erwähnung von Simon in den Akten der Stadt erhalten. Um 1605 übernahm er die Werkstatt des Vaters nach dessen Tod.
Simon malte für den Woiwoden Jerzy Mniszech in dessen Schloss in Sambor. 1606 begleitete er dessen Tochter Marina nach Moskau, wo sie mit ihrem Gemahl, dem falschen Dmitri zur Gegenzarin gekrönt wurde.
Wann Simon nach deren baldigen Sturz nach Polen-Litauen zurückkehrte, ist nicht bekannt. Er wurde einmal zwischen 1604 und 1610 als Kaufmann in Russland erwähnt.
1610 war Simon Beobachter der Schlacht von Kluschino bei Smolensk und begleitete den Hetman Stanisław Żółkiewski nach Moskau. Nach 1613  malte er für diesen in dessen Schloss in Schowkwa.
Simon war mit Elisabeth verheiratet. Ihr Testament von 1644 ist erhalten.

## Werke
Szymon Boguszowicz malte Porträts und Gemälde im Auftrage polnischer Magnaten und des Königs. Sein Malstil enthält west- und osteuropäische Elemente. Charakteristisch sind klare Konturen und meist ein dunkler Hintergrund. Szymon Boguszowicz gehört zu den bedeutendsten Malern des 17. Jahrhunderts der heutigen Ukraine.